# Sparasion femorale
Sparasion femorale är en stekelart som beskrevs av Jean-Jacques Kieffer 1908. Sparasion femorale ingår i släktet Sparasion och familjen Scelionidae. Inga underarter finns listade i Catalogue of Life.